# Prophets, Seers & Sages: The Angels of the Ages
Prophets, Seers & Sages: The Angels of the Ages je druhé studiové album anglické rockové skupiny Tyrannosaurus Rex.

## Seznam skladeb
Autorem všech skladeb je Marc Bolan.
| Pořadí | Název             | Délka |
| ------ | ----------------- | ----- |
| 1.     | Deboraarobed      | 3:33  |
| 2.     | Stacey Grove      | 1:59  |
| 3.     | Wind Quartets     | 2:57  |
| 4.     | Conesuela         | 2:25  |
| 5.     | Trelawny Lawn     | 1:46  |
| 6.     | Aznageel the Mage | 1:59  |
| 7.     | The Friends       | 1:19  |

| Pořadí | Název                        | Délka |
| ------ | ---------------------------- | ----- |
| 1.     | Salamanda Palaganda          | 2:15  |
| 2.     | Our Wonderful Brownskin Man  | 0:51  |
| 3.     | O Harley (The Saltimbanques) | 2:19  |
| 4.     | Eastern Spell                | 1:41  |
| 5.     | The Travelling Tragition     | 1:48  |
| 6.     | Juniper Suction              | 1:13  |
| 7.     | Scenescof Dynasty            | 4:07  |

## Obsazení
- Marc Bolan – vokály, kytara
- Steve Peregrin Took – bongo, africké bubny, kazoo, pixiephone, čínský gong